# Agavotokueng
Agavotokueng (Agavotaguerra, Agavotoqüeng, Agavotoküeng), pleme američkih Indijanaca koji se drže (Loukotka) za srodnike Yawalapití i Waurá Indijanaca, porodica Arawakan. James Stuart Olson također smatra da su nastali cijepanjem od plemena Iaulapití. Naseljeni su na području Parka Xingú u brazilskoj državi Mato Grosso, a plemensko selo nalazi se na istočnoj strani Xingúa između rijeka Curisevo i Culuene.
Agavotokuengi žive u izolirano i od susjednih plemenskih skupina u parku Xingú, a bave se hortikulturom. Godine 1986. preostalo ih je oko 100; 100 (2005.

## Vanjske poveznice
- Status of Global Evangelization